# Festiwal Reportażu
Festiwal Reportażu – polski festiwal literacki organizowany od 2021 w Galerii Ludwikowice w miejscowości Ludwikowice Kłodzkie, w gminie Nowa Ruda (powiat kłodzki) na Dolnym Śląsku (województwo dolnośląskie) u podnóża Gór Sowich.
Organizatorami wydarzenia są Centrum Kultury Gminy Nowa Ruda, Gmina Nowa Ruda oraz Fundacja Olgi Tokarczuk. W programie festiwalu znajdują się: projekcje filmów, spotkania z pisarzami i reporterami
Pierwsza edycja w 2021 miała nazwę: Reportaż. Filmy, Spotkania, Rozmowy. Natomiast druga w 2022 obejmowała trzy tematy: Zmagania pisarza z samym sobą, 23.09.22; Upomnij się o słabych, 24.09.22; Lokalność, osobność i emigracja, 25.09.2022. Trzecia pn. Dokumentaliści.

## Edycja I – 2021
| Edycja – rok | Data                                                     | Goście | Rozmówcy                                                                                        | Zdjęcia |
| ------------ | -------------------------------------------------------- | --- | ----------------------------------------------------------------------------------------------- | ------- |
| I – 2021     | 17-19.09.                                                | Stanisław Bereś, Bożena Dudko, Marcin Kącki, Cezary Łazarewicz, Beata Nowacka, Dionisios Sturis, Agata Tuszyńska | Urszula Glensk, Marcin Kącki, Katarzyna Kobylarczyk, Małgorzata Kolankowska, Katarzyna Majewska |         |
|              | Zobacz multimedia związane z tematem: Festiwal Reportażu | |                                                                                                 |         |

## Edycja II – 2022
| Edycja – rok | Data      | Goście | Rozmówcy                                                                                    | Zdjęcia |
| ------------ | --------- | --- | ------------------------------------------------------------------------------------------- | ------- |
| II – 2022    | 23-25.09. | Maciej Bielawski, Krzysztof Fedorowicz, Konstanty Gebert, Wojciech Jagielski, Dionisios Sturis, Mirosław Tryczyk, Agata Tuszyńska | Bożena Dudko, Urszula Glensk, Małgorzata Kolankowska, Patrycjusz Śliwiński, Agata Tuszyńska |         |

## Edycja III – 2023
| Edycja – rok | Data      | Goście | Rozmówcy                                                                                       | Zdjęcia |
| ------------ | --------- | --- | ---------------------------------------------------------------------------------------------- | ------- |
| III – 2023   | 22-24.09. | Paweł Czernich, Joanna Gierak-Onoszko, Małgorzata Kolankowska, Joanna Ostrowska, Mateusz Pakuła, Dionisios Sturis, Mariusz Szczygieł | Agata Ganiebna, Urszula Glensk, Małgorzata Kolankowska, Dionisios Sturis, Patrycjusz Śliwiński |         |

## Edycja IV – 2024
| Edycja – rok | Data      | Goście | Rozmówcy                                                                                    | Zdjęcia |
| ------------ | --------- | --- | ------------------------------------------------------------------------------------------- | ------- |
| IV – 2024    | 15-17.11. | Urszula Glensk, Katarzyna Kobylarczyk, Marcin Łokciewicz, Bartosz Panek, Bartłomiej Sabela, Dionisios Sturis, Maria Wilczek-Krupa, Ludwika Włodek, | Urszula Glensk, Marcelina Hałaś, Małgorzata Kolankowska, Patrycjusz Śliwiński, Paweł Wrabec |         |

## Edycja V – 2025
| Edycja – rok | Data      | Goście | Rozmówcy                                                     | Zdjęcia |
| ------------ | --------- | ------ | ------------------------------------------------------------ | ------- |
| V – 2025     | 19-21.09. |        | Urszula Glensk, Małgorzata Kolankowska, Patrycjusz Śliwiński |         |